# أنور العنسي
أنور العنسي هو صحفي ومراسل يمني في تلفزيون بي بي سي عربي. اشتغل سابقا مديرا لمكتب قناة الجزيرة في صنعاء باليمن قبل أن يستقيل ويعد خبيراً للشؤون الإفريقية واليمنية.